# А. ден Долард
А. ден Долард (на нидерландски: A. den Doolaard) Зволе, 7 февруари 1901 – Хундерло, 26 юни 1994 г.) е псевдоним на нидерландския писател и журналист Корнелис Йоханес Джордж (Боб) Спулстра младши (Cornelis Johannes George (Bob) Spoelstra Jr.)

## Биография
Ден Долард учи в гимназията в Хага. След смъртта на баща му е работил като счетоводител в петролна компания (1920 – 1928).
През 1926 г. прави своя дебют със стихосбирка. През 1928 г. прекратява работата си и започва странствания през Балканите и Франция, където работи като зидар, берач на грозде, селскостопански работник и докер.
Когато германската армия нахлува в Холандия през 1940 г., той и съпругата му са избягали на юг. Успява да достигне Англия, след като прекарва близо една година във Франция.
След Втората световна война, ден Долард се връща в Холандия. От 1954 г. той живее в Хундерло.

## Ден Долард на Балканите
А. ден Долард много време прекарва на Балканите, най-много в страните от бивша Югославия. Заселва се в Югославия с намерение да остане до края на живота си, но по-късно напуска страната, заради липсата на свобода под режима на комунистите.
Голяма част от книгите му (романи и др.) са посветени на балканските страни.
С романите му „Ориент-експрес“ (Oriënt-Express, 1934) и „Сватбата на седемте цигани“ (De bruiloft der zeven zigeuners, 1939) ден Долард предизвиква изключителен интерес към областта Македония в Холандия. Днес между Холандия и Република Македония имат тясно сътрудничество в различни области. Заради тези заслуги А. ден Долард получава признание в Република Македония. През 2006 година в Охрид е издигнат паметник в чест на А. ден Долард, а през 2011 г. се открива изложба за живота и творчеството на автора. Често се публикуват и статии относно творчеството и значението на ден Долард за развитието на холандско-македонските отношения.
Заради интересите и тезите си за македонския въпрос, ден Долард е изгонен от България от страна на българските власти. Когато през 1934 година публикува Oriënt-Express, където пише за ВМРО и Тодор Александров, книгата е забранена в България, като „про-сръбска“, а в Югославия като „про-българска книга“. По-късно в двете страни са забранени и другите му книги (романи и разкази). В книгите си ден Долард говори за македонски език и етнически македонци, които по това време не са признати в Югославия и България, а сръбските и българските аргументи за сръбски и съответно български характер на македонските славяни счита за „истерична пропаганда“.

## Награди
- 1934 – Meiprijs за De herberg met het hoefijzer
- 1980 – Edo Bergsma-ANWB за цялото му творчество